# 2009년 지중해 게임
2009년 지중해 게임(이탈리아어: Giochi del Mediterraneo 2009)은 제16회 지중해 게임으로 2009년 6월 25일부터 7월 5일까지 이탈리아 페스카라에서 열렸다. 23개국 3368명의 선수가 참가했으며 28개 종목이 진행되었다. 
개최국 이탈리아가 가장 많은 금메달과 메달을 획득하면서 종합 메달 순위 1위에 올랐다.

## 종목
- 가라테
- 골프
- 농구
- 레슬링
- 배구
  -  배구
  -  비치발리볼
- 보체
- 복싱
- 사격
- 사이클
- 수상
  -  수영
  -  수구
- 수상스키
- 승마
- 양궁
- 역도
- 요트
- 유도
- 육상
- 장애인 스포츠
- 조정
- 카누
- 체조
  -  기계 체조
  -  리듬 체조
- 축구
- 탁구
- 테니스
- 펜싱
- 핸드볼

## 참가국

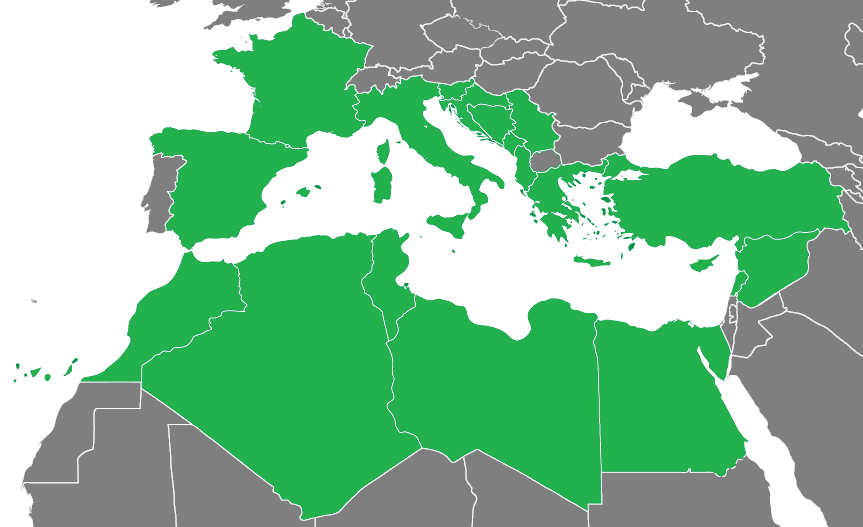
2009년 지중해 게임 참가국 지도

제16회 지중해 게임에는 총 23개 국가가 참가했다.
- 그리스 (391)
- 레바논 (36)
- [[파일:{{{국기그림-1977}}}|22x20px|border |alt=리비아의 기]] 리비아 (81)
- 모나코 (15)
- 모로코 (129)
- 몬테네그로 (107)
- 몰타 (43)
- 보스니아 헤르체고비나 (83)
- 산마리노 (30)
- 세르비아 (154)
- 스페인 (249)
- 슬로베니아 (135)
- 시리아 (60)
- 안도라 (13)
- 알바니아 (151)
- 알제리 (116)
- 이탈리아 (452) (개최국)
- 이집트 (70)
- 크로아티아 (163)
- 키프로스 (70)
- 튀니지 (129)
- 튀르키예 (332)
- 프랑스 (359)

## 메달 집계
개최국
| 순위 | 국가                                                                   | 금메달 | 은메달 | 동메달 | 합계 |
| ---- | ---------------------------------------------------------------------- | ------ | ------ | ------ | ---- |
| 1    | 이탈리아                                                               | 64     | 49     | 63     | 176  |
| 2    | 프랑스                                                                 | 48     | 53     | 41     | 142  |
| 3    | 스페인                                                                 | 28     | 21     | 34     | 83   |
| 4    | 그리스                                                                 | 19     | 14     | 31     | 64   |
| 5    | 튀르키예                                                               | 18     | 20     | 25     | 63   |
| 6    | 튀니지                                                                 | 15     | 9      | 13     | 37   |
| 7    | 이집트                                                                 | 11     | 11     | 12     | 34   |
| 8    | 세르비아                                                               | 9      | 13     | 13     | 35   |
| 9    | 슬로베니아                                                             | 7      | 9      | 10     | 26   |
| 10   | 모로코                                                                 | 6      | 9      | 6      | 21   |
| 11   | 크로아티아                                                             | 5      | 12     | 11     | 28   |
| 12   | 키프로스                                                               | 3      | 4      | 1      | 8    |
| 13   | 알바니아                                                               | 2      | 4      | 0      | 6    |
| 14   | 알제리                                                                 | 2      | 3      | 12     | 17   |
| 15   | 시리아                                                                 | 2      | 3      | 7      | 12   |
| 16   | 몬테네그로                                                             | 2      | 2      | 3      | 7    |
| 17   | 산마리노                                                               | 1      | 3      | 2      | 6    |
| 18   | [[파일:{{{국기그림-1977}}}\|22x20px\|border \|alt=리비아의 기]] 리비아 | 1      | 0      | 6      | 7    |
| 19   | 보스니아 헤르체고비나                                                  | 0      | 3      | 5      | 8    |
| 20   | 모나코                                                                 | 0      | 1      | 0      | 1    |
| 20   | 몰타                                                                   | 0      | 1      | 0      | 1    |
| 합계 | 합계                                                                   | 243    | 244    | 295    | 782  |

## 같이 보기
- 지중해 게임
- 유럽 올림픽 위원회